# Dọn sạch miền lân cận
"Dọn sạch miền lân cận quanh quỹ đạo của nó" là một tiêu chuẩn để một thiên thể được xem là một hành tinh trong hệ mặt trời. Đây là một trong số ba tiêu chuẩn mà Hiệp hội Thiên văn học Quốc tế áp dụng vào năm 2006 để định nghĩa về hành tinh.
Trong giai đoạn cuối hình thành hành tinh, một hành tinh sẽ "Dọn sạch miền lân cận" nằm trong vùng quỹ đạo của chính mình. Điều đó có nghĩa là hành tinh này trở thành nhân tố chi phối về mặt lực hấp dẫn, và không có một thiên thể nào khác có cùng kích cỡ tương đương ngoài các vệ tinh của chính nó hay các thiên thể khác chịu ảnh hưởng bởi lực hấp dẫn của nó.
Một thiên thể lớn hội đủ các tiêu chuẩn cho một hành tinh nhưng không dọn sạch miền lân cận của nó thì được xếp thành một hành tinh lùn. Trong đó phải kể đến là Sao Diêm Vương là ngôi sao có cùng miền lân cận quỹ đạo với các thiên thể thuộc Vành đai Kuiper, thí dụ như các plutino. Định nghĩa của Hiệp hội Thiên văn học Quốc tế không kèm theo các số liệu rõ ràng nào hay các phương trình đi kèm với thuật từ này, nhưng tất cả các hành tinh đều dọn sạch miền lân cận của chúng tới mức độ lớn hơn nhiều so với bất cứ một hành tinh lùn nào hay bất cứ ứng viên hành tinh lùn nào.
Thuật từ này có thể đã được lấy từ tài liệu mà Alan Stern và Harold F. Levison đệ trình lên đại hội đồng của Hiệp hội Thiên văn học Quốc tế vào năm 2000. Các tác giả đã sử dụng vài câu tương tự khi phát triển một cơ bản lý thuyết về việc quyết định xem có phải một thiên thể quay quanh một ngôi sao có thể đã "dọn sạch miền lân cận" của các vi thể hành tinh hay không, dựa theo khối lượng và chu kỳ quay quanh quỹ đạo của thiên thể.
Việc phân biệt rõ ràng "hành tinh" ra khỏi "hành tinh lùn" và các tiểu hành tinh khác đã trở nên cần thiết bởi vì từ trước đó Hiệp hội Thiên văn học Quốc tế đã từng áp dụng các quy luật khác nhau để đặt tên cho các hành tinh nhỏ và lớn vừa mới được tìm thấy nhưng không thiết lập ra một khái niệm cơ bản nào trong việc phân biệt chúng với nhau. Quá trình đặt tên cho Eris đã rơi vào bế tắc sau khi có thông báo phát hiện ra nó năm 2005 vì phải chờ phân loại nó là hành tinh hay hành tinh lùn.